# Osvaldo Cruz (São Paulo)
Osvaldo Cruz é um município brasileiro do estado de São Paulo. Foi 
fundado com o nome de Califórnia em 6 de junho de 1941 por Max Wirth, um cidadão suíço. Em 11 de novembro de 1941 foi elevada a distrito, sendo que em 1 de janeiro de 1945 foi criado o município que recebeu o nome em homenagem ao proeminente cientista brasileiro Oswaldo Cruz. O município é formado pela sede e pelo distrito de Lagoa Azul.

## História

### Datas importantes
6 de junho de 1941: Data de fundação da cidade. Marca a primeira missa rezada pelo padre Gaspar Aquino Cortez, da cidade de Bastos, onde hoje se encontra a Praça Lucas Nogueira Garcez.
1941: Eizos Sanuk funda a Casa Califórnia, primeira casa comercial da então Vila Califórnia.
15 de julho de 1942: Nomeadas as duas primeiras professoras: Alice Bernardes da Silva e Vera Alvarenga. A primeira escola funcionava onde hoje é a praça Lucas Nogueira Garcez.
16 de novembro de 1942: A Vila Califórnia, então administrada pelo senhor Walter Wild, é elevada a distrito de Osvaldo Cruz.
9 de abril de 1944: É inaugurado o Cine Teatro São José.
26 de agosto de 1944: É fundado o primeiro banco da cidade, o Bradesco. Era a 21º agência do então nascente banco Mariliense.
30 de novembro de 1944: O distrito de Osvaldo Cruz é elevado à categoria de município.

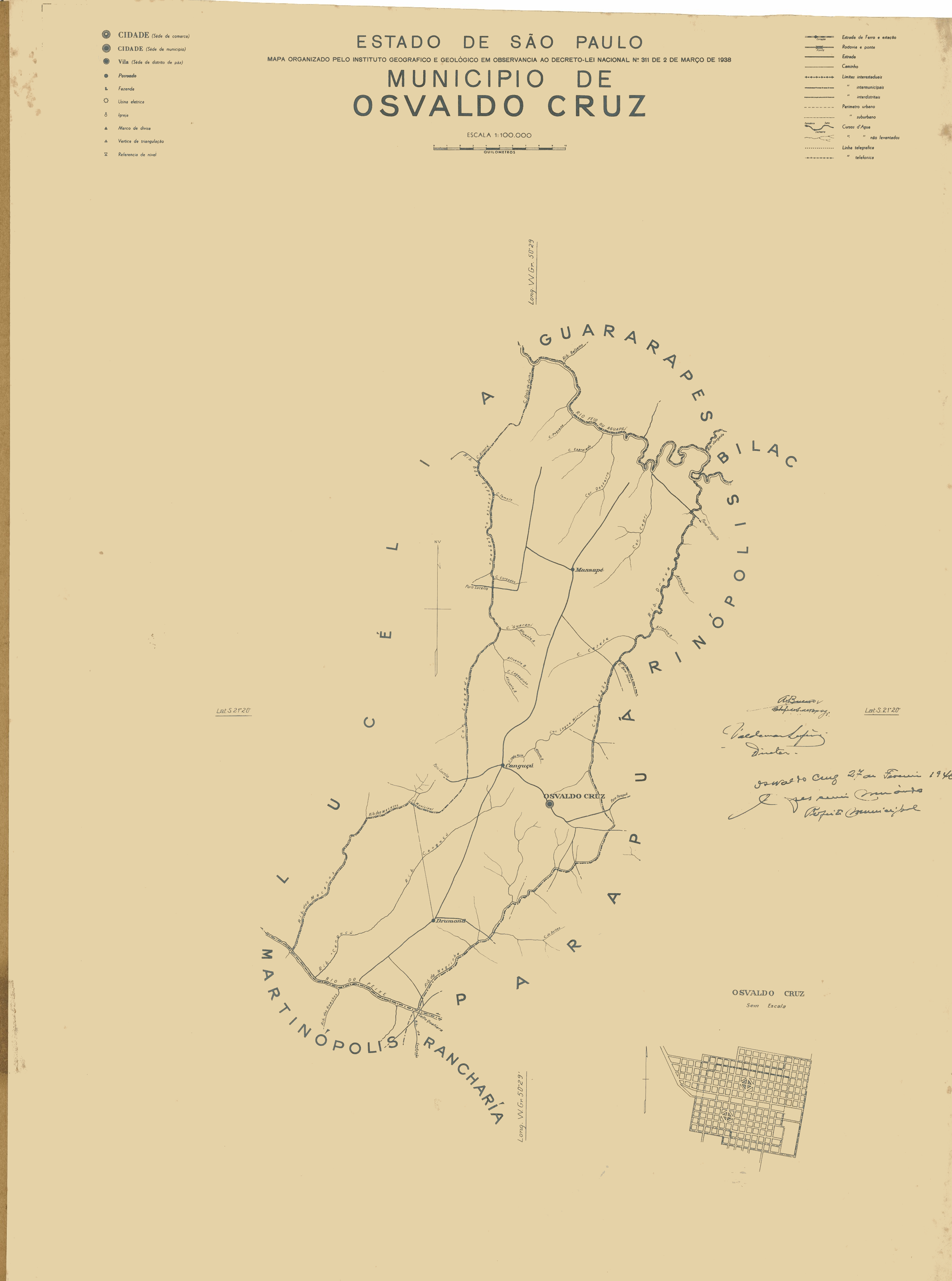
Mapa de Osvaldo Cruz (1944).

1 de Janeiro de 1945: Assume o primeiro prefeito municipal, indicado pelo interventor estadual: Crescêncio Miranda.
23 de junho de 1945: É inaugurado o serviço de força e luz, de responsabilidade da Caiuá.
8 de setembro de 1945: Ernesto Molliet funda o Aeroclube de Osvaldo Cruz.
28 de junho de 1946: Monsenhor Víctor Ribeiro Mazzei funda a Paróquia de São José. No dia seguinte o padre Vítor Boemisch toma posse como primeiro vigário.
30 de julho de 1946: Um assassinato cometido por um descendente de japoneses em um dos bares da cidade desencadeia uma onda de fúria contra a comunidade nipônica da cidade. O tumulto só é controlado com a chegada de tropas do exército sediadas em Tupã.
31 de agosto de 1946: A pista de pouso do Aeroclube é homologada pelo Ministério da Aeronáutica.
1947: O primeiro prefeito eleito toma posse: Orlando Bergamaschi.
1948: É constituída a Câmara Municipal, tendo como primeiro Presidente o sr. Luiz Pereira Borges.
8 de agosto de 1948: Fundação da Primeira Igreja Batista de Osvaldo Cruz, que contava com 77 membros. Wihelm Kalutran é escolhido como o primeiro pastor.
24 de dezembro de 1948: São incorporados os distritos de Salmourão e Sagres.
1 de abril de 1949: Chega o primeiro trem de passageiros.
23 de dezembro de 1949: Um forte vendaval derruba a parede lateral da Igreja Matriz.
26 de fevereiro de 1948: É criada a escola de pilotagem do Aeroclube de Osvaldo Cruz.
11 de fevereiro de 1950: Kazuji Gushiken funda o primeiro conjunto de cordas da cidade, formado exclusivamente por membros da colônia nipo-brasileira.
22 de novembro de 1951: Início do funcionamento da Rádio Clube de Osvaldo Cruz.
23 de abril de 1952: Ladrões roubam a Igreja Matriz, põe fogo na Sacristia e queimam o presépio, em crime até hoje não desvendado.
30 de agosto de 1953: Inauguração do novo templo da Primeira Igreja Batista, no mesmo local onde se encontra até hoje. O orador foi o pastor Osvaldo Ronis.
30 de dezembro de 1953: O município de Osvaldo Cruz é elevado à categoria de Comarca, é criado o distrito de Lagoa Azul.
5 de junho de 1955: É inaugurado o Estádio Breno Ribeiro do Val com um jogo entre o Azulão e a Sociedade Esportiva Palmeiras que venceu o jogo por 8 a 1.
20 de agosto de 1955: Instalado o serviço de telefonia pela Companhia Telefônica Alta Paulista.
18 de outubro de 1956: A cidade é eleita uma das dez de maior progresso no Brasil pelo IBAM.
29 de setembro de 1957: É criado o Coral Boas Novas, da Igreja Presbiteriana Independente, em funcionamento até os dias atuais.
10 de setembro de 1958: Hermínio Elorza funda a Santa Casa de Misericórdia.
18 de fevereiro de 1959: Emancipam os distritos de Sagres e Salmourão, elevados a município.
4 de novembro de 1963: O padre Bonifácio Kleinpass inicia as obras da atual Igreja Matriz.
30 de abril de 1964: Hermínio Elorza renuncia ao cargo de prefeito. O vice-prefeito Nelson Rodrigues assume o cargo.
1965: É feita a primeira ornamentação das ruas para o Corpus Christi, tradição que se mantém até hoje.
5 de dezembro de 1965: Início da construção do Asilo São Vicente de Paula pelo padre Mauro Odoríssio.
30 de dezembro de 1967: Inauguração da atual Igreja Matriz de São José.
Maio de 1982: O Cine Teatro São José exibe sua última película, "O último conflito", e fecha as portas.
5 de setembro de 1983: Chuva de granizo destrói casas e prédios públicos na cidade e causa prejuízos nas lavouras. Pela primeira vez é decretado estado de calamidade pública no município.
19 de março de 1984: Decreto Municipal institui o dia 19 de março como feriado municipal em honra ao padroeiro da cidade, São José.
1985: Entra em funcionamento a Rádio Califórnia FM.
Fevereiro de 1987: Inauguração do Tiro de Guerra 02/087.
19 de março de 1988: Inaugurados na Igreja Matriz os afrescos que mostram cenas da Via Sacra.
5 de maio de 1989: Inauguração do berçário Cantinho Dona Alice.
2020: Vera Morena Progressistas é eleita Prefeita com 6047 votos, tornando-se a primeira mulher a ocupar o cargo
2020 Na data de 17 de Dezembro a Vigilância Epidemiológica de Osvaldo Cruz informou que a cidade registrou 376 casos positivos da Covid-19. Um dia antes eram 372. Existem ainda 353 recuperados.

## Geografia

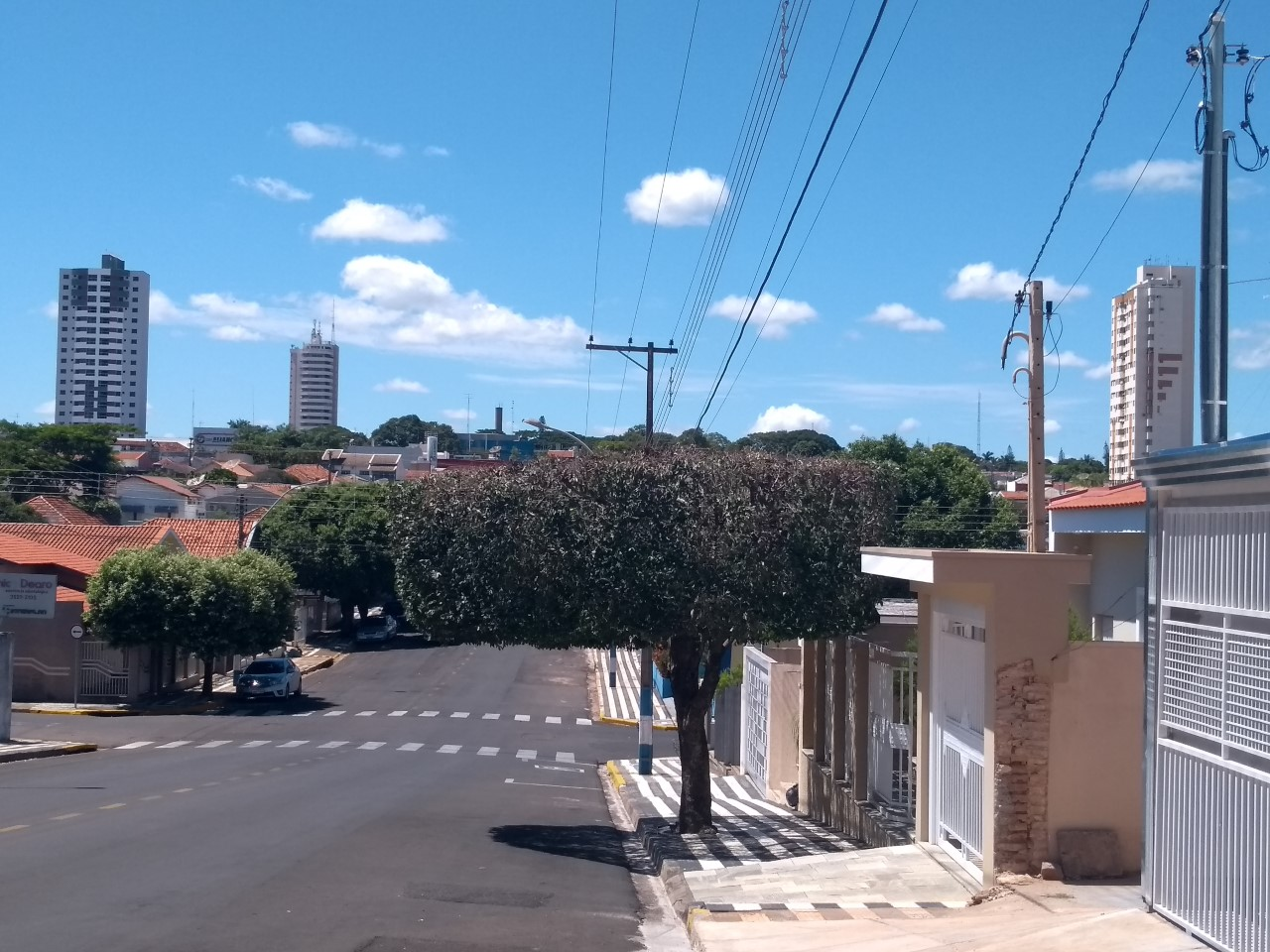
Centro da cidade.

O município está localizado no topo do espigão divisor dos Rios Aguapeí e Peixe (também conhecido como Rio Feio), que passam a pouca distância dos limites do município, respectivamente, no lado sul e norte da cidade.
É banhado pelos córregos Valesburgo, Cateto, Drava e Negrinha. Nesse último se situa a estação coletora de água da SABESP que abastece a cidade.
A topografia é levemente ondulada, com declividade de 0,6% a 0,8%. A altitude média é de 464 metros acima do nível do mar, no centro geográfico da cidade, localizado ao lado da estação ferroviária.
As terras em sua maioria se constituem do chamado tipo podzolizado, com pequena incidência do lotozol vermelho-escuro, fase arenosa.
A área total do município é de 241 km², sendo que a área urbana ocupa 6,10 km².
O clima é seco para variável, com temperatura média no verão de 23,9 °C, e no inverno de 20,7 °C. A precipitação pluviométrica anual média é de 1.672mm.
O vento na cidade tem direção predominantemente nordeste, variando entre 10 a 15 km/h, na média.

## Demografia

### População
| Crescimento populacional                             | Crescimento populacional | Crescimento populacional | Crescimento populacional |
| Ano                                                  | População Total          |                          | %±                       |
| ---------------------------------------------------- | ------------------------ | ------------------------ | ------------------------ |
| 1946                                                 | 26 497                   |                          | —                        |
| 1950                                                 | 27 022                   |                          | 2,0%                     |
| 1958                                                 | 28 765                   |                          | 6,5%                     |
| 1960                                                 | 26 675                   |                          | −7,3%                    |
| 1970                                                 | 23 377                   |                          | −12,4%                   |
| 1980                                                 | 26 113                   |                          | 11,7%                    |
| 1991                                                 | 28 918                   |                          | 10,7%                    |
| 2000                                                 | 29 648                   |                          | 2,5%                     |
| 2010                                                 | 30 917                   |                          | 4,3%                     |
| 2022                                                 | 31 272                   |                          | 1,1%                     |
| Est. 2024                                            | 32 099                   | [ 7 ]                    | 2,6%                     |
| Fontes: Censos Demográficos IBGE e Estimativas SEADE |                          |                          |                          |

### Dados demográficos
Censo de 2000
População total: 29.648
- Urbana: 26.141
- Rural: 3.507
- Homens: 14.610
- Mulheres: 15.038

Densidade demográfica (hab./km²): 119,55
Mortalidade infantil até 1 ano (por mil): 14,96
Expectativa de vida (anos): 71,71
Taxa de fecundidade (filhos por mulher): 1,77
Taxa de alfabetização: 90,18%
Índice de Desenvolvimento Humano (IDH-M): 0,798
- IDH-M Renda: 0,736
- IDH-M Longevidade: 0,779
- IDH-M Educação: 0,880

(Fonte: IPEADATA)

## Economia
A cidade se destaca na produção de artigos para balé e dança. As duas indústrias do ramo instaladas na cidade respondem por mais da metade da produção brasileira. Seus artigos são exportados para a Europa, Japão e Estados Unidos. As duas indústrias geram cerca de 3500 empregos diretos e indiretos.
A boa localização da cidade, próxima ao entroncamento de duas importantes rodovias, fez o município se destacar pelo fato de existirem em operação aproximadamente 500 veículos de transporte de carga, em especial grãos, os chamados “caminhões bi-trem graneleiros”. Essa ocupação gera cerca de 1500 empregos na cidade.
O setor moveleiro também se destaca, estando presente no município uma grande empresa do ramo que gera cerca de 600 empregos.
No setor primário se destaca o emergente setor sucro-alcooleiro. A tradicional cultura do café tem sido substituída no município pelos canaviais, que geram na cidade negócios de arrendamento e contratos de venda e compra da safra de cana-de-açúcar com uma usina situada em uma cidade vizinha. Há também movimentação econômica com a atividade pecuária de corte e leiteira.
A cidade possui sete agências bancárias e destaca-se o setor de serviços, responsável por cerca de um terço do PIB do município.

## Infraestrutura

### Comunicações
O sistema de telefones automáticos foi inaugurado na cidade em 1959 pela Cia. Telefônica Alta Paulista. Já o sistema de discagem direta à distância (DDD) foi implantado em 1979 pela Telecomunicações de São Paulo (TELESP) com o código de área (0189).
Na década de 90 o código DDD da cidade foi alterado para (018), para padronização do sistema telefônico com a telefonia celular que estava sendo implantada em todo o estado.

### Educação
A cidade destaca-se pela elevada taxa de alfabetização, superior a 90 %.
Possui cinco escolas municipais de ensino fundamental, quatro escolas estaduais de ensino médio, além de nove creches que oferecem educação pré-escolar.
A cidade também destaca-se no ensino técnico desde 1962, quando foi fundando o Ginásio Industrial, primeira escola técnica da região. 
A Escola Técnica Amim Jundi que oferece mais de 14 cursos técnicos nas áreas de Gestão, Saúde, Informática, Comércio e Turismo para cerca de 900 alunos da cidade e região e também a escola Etec Amim Jundi é uma das cinco melhores escolas estaduais do país
Resultado refere-se ao Exame Nacional do Ensino Médio (ENEM)
Novamente a Escola Técnica Estadual Amim Jundi, obteve um excelente resultado no Exame Nacional do Ensino Médio (ENEM). 
Os dados acabam de ser divulgados pelo Ministério da Educação e referem-se à última prova, realizada em 2009, pelo Instituto Nacional de Estudos e Pesquisas Educacionais Anísio Teixeira (Inep).
A escola está entre as 5 (cinco) melhores escolas estaduais do Brasil, com a pontuação de 674,06. Com o resultado, também conquistou o 1º (primeiro) lugar na classificação da região, considerando todas as escolas, sejam públicas ou particulares.
Destacou-se, ainda, no Sistema de Avaliação de Rendimento Escolar do Estado de São Paulo (SARESP), sendo a melhor avaliada no município de Osvaldo Cruz.
No ensino superior a cidade ficou para trás com relação a suas vizinhas Adamantina e Tupã que a vários anos já possuem instituições de nível superior. A Faculdade de Educação de Osvaldo Cruz teve seu primeiro vestibular somente em 1998 e atualmente conta com os cursos de Letras, Administração e Pedagogia, além de pós-graduação lato sensu nas mesmas áreas.
Em 2007, em parceira com a UNIDERP, de Campo Grande, a Prefeitura Municipal inaugurou a Faculdade Interativa Municipal Professora Wanda Bastos, que oferece cursos interativos de Administração Hospitalar, Gestão em Micro e Pequenas Empresas, Serviço Social e Contabilidade.

## Cultura e lazer

### Feriados
Possui dois feriados municipais, em 6 de junho (data de fundação da cidade) e 19 de março (dia de São José, padroeiro da cidade).

### Esportes
O Osvaldo Cruz Futebol Clube é o time de futebol da cidade. Foi fundado em 2004 em substituição à Associação Esportiva Osvaldo Cruz que havia falido em 1987 e que tinha disputado campeonatos profissionais de futebol desde a década de 1970. Em 2009 disputou a série A3 (terceira divisão) do Campeonato Paulista e consegui se classificar para a disputa da série A2 em 2010.
A União Cruzvaldense de Futebol representa a cidade no futsal. Atualmente disputa o Campeonato Paulista do Interior. Foi campeão paulista da série prata em 1992 e 2006, além de bicampeão da Copa TV Fronteira de Futsal em 2005-2006 e campeão dos Jogos Regionais de Ourinhos também em 2006.
A cidade já teve muita tradição no basebol, tendo sido campeã sul-americana juvenil em 1956 e também no basquetebol revelando, entre outras, a jogadora "Magic Paula". Nos últimos anos, porém, esses esportes foram abandonados na cidade.
Atualmente a cidade conta com uma invejável infra-estrutura esportiva que inclui um moderno conjunto esportivo com três ginásios cobertos, piscina e dois campos de futebol. Todas as quadras poliesportivas nas escolas da cidade são cobertas e existem vários campos de futebol oficial e médio, além de campos de gateball. Por esses motivos a cidade é escolhida frequentemente para sediar os Jogos Regionais, sendo que a última vez que isso ocorreu foi em 2009.
Cronologia
1942: Inaugurada a sede própria do Califórnia Futebol Clube, fundado no ano anterior.
1950: É fundado o Bandeirantes Futebol Clube.
1953: O time da cidade é campeão estadual de basquete intercolegial.
1955: Califórnia Futebol Clube e Bandeirantes Futebol Clube se fundem para formar a Associação Atlética Osvaldo Cruz – o Azulão - que passa a disputar a 3ª Divisão do Futebol Estadual.
5 de junho de 1955: É inaugurado o Estádio Breno Ribeiro do Val com um jogo entre o Azulão e a Sociedade Esportiva Palmeiras que venceu o jogo por 8 a 1.
13 de novembro de 1956: O time da ADOC - Associação Desportiva de Osvaldo Cruz - chega à cidade depois de conquistar o título sul-americano de basebol juvenil.
1967: A Associação Esportiva Osvaldo Cruz – conhecida simplesmente por “Esportiva” - substitui a Associação Atlética Osvaldo Cruz como o time de futebol da cidade.
1973: A Esportiva disputa o Campeonato Paulista da série B.
1987: Afundada em dívidas, a Esportiva encerra as atividades.
1992: A União Cruzvaldense de Futsal é campeã paulista de futsal da série prata.
1998: Osvaldo Cruz é sede dos Jogos Regionais
2002: Osvaldo Cruz é sede dos Jogos Regionais
17 de fevereiro de 2004: Fundado o Osvaldo Cruz Futebol Clube. Em parceira com o Marília Atlético Clube começa a disputar o Campeonato Paulista de Futebol na série B2.
18 de abril de 2004: O Osvaldo Cruz Futebol Clube faz seu primeiro jogo oficial contra o Prudentino Futebol Clube em Presidente Prudente, vencendo por dois tentos a um.
2005: Osvaldo Cruz Futebol Clube é vice-campeão do Campeonato Paulista da série B e consegue o acesso à série A3. O União Cruzvaldense de Futsal conquista seu primeiro título na Copa TV Fronteira.
2005: Equipe Vôlei Osvaldo Cruz categoria Sub-21 anos masculino é Campeão pela primeira vez na história dos Jogos Regionais em Assis e medalha de prata no vôlei de praia
2006: Ano bom para o esporte da cidade. Com o quarto lugar no Campeonato Paulista da série A3 o Osvaldo Cruz Futebol Clube consegue o acesso à série A2. E a União Cruzvaldense de Futsal se torna bicampeã do Campeonato Paulista Série Prata e da Copa TV Fronteira - esta de forma invicta - além de conquistar o título de campeão nos Jogos Regionais em Ourinhos.
2007: Osvaldo Cruz é sede dos Jogos Regionais
2009: Osvaldo Cruz é sede dos Jogos Regionais, o esporte local teve destaque no futsal adulto masculino e futebol Sub-21 anos masculino que conquistaram a medalha de ouro e a equipe de Vôlei Osvaldo Cruz adulto masculino, com a medalha de prata, garantindo participação das equipes na final estadual, os Jogos Abertos do Interior
2009: Equipe de futsal masculino adulto de Osvaldo Cruz é campeão, e a equipe de Vôlei Osvaldo Cruz adulto masculino medalha de bronze na final estadual Jogos Abertos do Interior em São Caetano do Sul
2010: Equipe de Vôlei Osvaldo Cruz categoria Sub 21 anos masculino é Bicampeão dos Jogos Regionais em Assis
2014: Osvaldo Cruz é sede dos Jogos Regionais, neste ano, a competição, tradicionalmente realizada no mês de Julho, foi antecipada para o mês de Junho, devido à Copa do Mundo que foi realizada no Brasil
2015: Osvaldo Cruz é sede dos Jogos Regionais
2016: Diante da desistência de Tupã, novamente os Jogos Regionais tem Osvaldo Cruz como sede
2017: Osvaldo Cruz é sede dos Jogos Regionais devido a desistência de Garça
2019: Equipe de Vôlei de Osvaldo Cruz, categoria adulto masculino, conquista pela primeira vez na história o título de Campeão dos Jogos Regionais em Assis

## Filhos ilustres
- Ver: Biografias de osvaldo-cruzenses notórios

## Religião
O Cristianismo se faz presente na cidade da seguinte forma:

### Igreja Católica

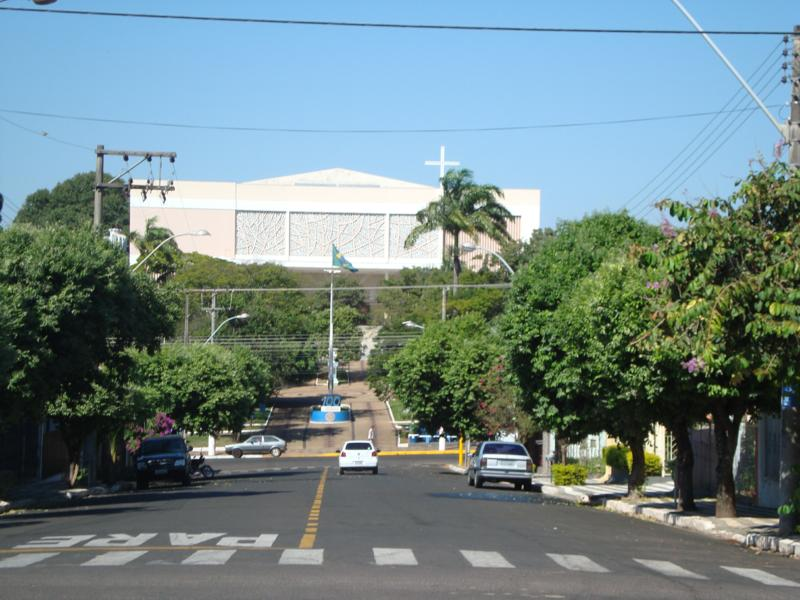
Vista da igreja matriz de Osvaldo Cruz.

A Igreja Católica é predominante na cidade. O município pertence à Diocese de Marília, tendo sido a paróquia de São José fundada em 28 de junho de 1946 pelo Monsenhor Víctor Ribeiro Mazzei. A paróquia de Osvaldo Cruz foi desmembrada da paróquia de Parapuã.
O primeiro vigário foi o padre Vítor Boemisch, que assumiu no dia seguinte à criação da paróquia. Na época a paróquia de São José também era responsável pelas capelas de Inúbia Paulista, Vila Drumond ( atual município de Sagres) e Massapé (atual município de Salmourão).
Em 4 de novembro de 1963 o padre Bonifácio Kleinpass inicia as obras da atual Igreja Matriz de São José que é inaugurada oficialmente em 30 de dezembro de 1967. A primeira missa foi rezada pelo então provincial dos Passionistas, padre José Maria Lovera.
Apesar de inaugurada, o projeto original do templo previa a construção de uma torre para um relógio e um sino, obra que não foi executada até os dias atuais.
No dia 19 de março de 1988 foram inaugurados painéis nas laterais da Igreja Matriz com imagens que representam a Via-Sacra. Cada painel tem 29 m² e atualmente são atração turística na cidade.
Atualmente o pároco é o padre Rogério Mendes.

### Igrejas Evangélicas
- Assembleia de Deus Ministério do Belém.[18][19]
- Congregação Cristã no Brasil.[20]
- Igreja Batista

Outras igrejas importantes e antigas na cidade são a Presbiteriana Independente, que possui o mais antigo coral em funcionamento na cidade, e a Batista. Observou-se nos últimos anos, como em todo país, o crescimento das denominações neopentecostais.

### Outras religiões
Possui um templo budista e uma importante e ativa comunidade espírita kardecista.